# Oscar Schmidt
Oscar Daniel Bezerra Schmidt (Natal, Río Grande del Norte, Brasil; 16 de febrero de 1958) es un exbaloncestista brasileño de 2,05 metros de altura. Jugó en dos equipos de Italia (Caserta y Pavia), en uno de España (Fórum Valladolid) y el resto de su carrera en su país natal.
Se retiró el 26 de mayo de 2003 con 45 años, después de batir el récord histórico de puntos de Kareem Abdul-Jabbar con 49 737. Participó en cinco Juegos Olímpicos con la Selección de baloncesto de Brasil, siendo uno de los jugadores de baloncesto que más presencias olímpicas ha tenido y el máximo anotador en dicha competición.
Quizás sus títulos más importantes sean el Campeonato Mundial de Clubes de Baloncesto de 1979 con el Sirio y los Juegos Panamericanos de 1987 celebrados en Indianápolis, en los cuales derrotaron a la Selección de baloncesto de Estados Unidos por 120 a 115, consiguiendo así la primera victoria de una selección ante Estados Unidos en su casa, además de ser el primer equipo que les anotaba más de 100 puntos.

## Biografía

### Juventud
Nació el 16 de febrero en Natal, Brasil y jugó en su primer equipo a los 13 años, en Brasilia donde fue a vivir con su familia. En esta época su tío Alonso lo animó para entrar en el Unidade Vizinhança que era entrenado por Zezao y comenzó a jugar midiendo ya 1,85 m. En 1974 se fue a São Paulo para jugar en el infantil-juvenil del Sociedade Esportiva Palmeiras y jugó en la selección nacional juvenil. En 1977 fue escogido mejor pívot del Sudamericano juvenil y a los 19 años comenzó a formar parte de la Selección de baloncesto de Brasil con la que se adjudicó el Campeonato Sudamericano de Básquetbol en Valdivia, Chile. En dicha competición anotó 62 puntos en todo el campeonato.
Al año siguiente se adjudicó la medalla de bronce en el Campeonato Mundial de 1978 disputado en Filipinas y el entrenador Cláudio Mortari lo llevó a jugar al Esporte Clube Sírio.

### Sírio
Fue en este club paulista donde ganó en 1979 el Campeonato Mundial de Clubes de Baloncesto (también llamado Copa Intercontinental Renato William Jones) que se disputó en São Paulo. Además ese año ganó también el Campeonato Brasileño y el Campeonato Paulista, que también repetiría en 1980.
Ese mismo año volvió a disputar el Campeonato Sudamericano con su selección y fue el máximo anotador del equipo con 121 puntos, aunque perdió en la final ante la Selección de baloncesto de Argentina por 90 a 85 en el partido disputado en Bahía Blanca. También jugó los Juegos Panamericanos de 1979 disputados en San Juan, Puerto Rico. Su entrenador era Ary Ventura y Oscar fue el segundo máximo anotador del equipo por detrás de Marcel Ramon Ponikwar. Como curiosidad en este torneo anotó 34 tiros libres consecutivos.
En 1980 jugó con su selección el torneo preolímpico, pero solo pudo ser cuarto después de perder ante Canadá y ante Argentina. Tras ese resultado no estaba clasificado para los Juegos Olímpicos pero el boicot de los Estados Unidos dejó una plaza libre que ocupó Brasil. Por lo tanto acudió a los Juegos Olímpicos de Moscú 1980, donde ayudó a su selección a quedar en quinta posición aportando 169 puntos.
En 1981 fue subcampeón en el Campeonato Mundial de Clubes que volvió a celebrarse en São Paulo y el cual perdió ante el Real Madrid C. F.. También ese año disputó su tercer Campeonato Sudamericano con su selección y volvió a ser el máximo anotador de su equipo con 96 puntos en cinco encuentros, siendo finalmente segundo tras la Selección de baloncesto de Uruguay, que era local.
En 1982 decidió dejar el club para fichar por el América de Río de Janeiro en el cual estuvo poco tiempo ya que fichó por el Snaidero Caserta italiano. Además ese año disputó el Campeonato Mundial de 1982 en el que anotó 126 puntos para quedar en una pobre octava posición.

### Caserta
Otra vez en 1983 se adjudica el Campeonato Sudamericano, que había ganado ya en 1977, en la final ante Argentina por 99 a 80. El torneo se disputó en São Paulo, su entrenador fue en esta ocasión Renato Brito y volvió a ser el máximo anotador con 105 puntos en seis partidos disputados.
El entrenador Bogdan Tanjevic lo vio en el Campeonato Mundial de Clubes y decidió ficharlo para su equipo, el Phonola Caserta. Antes de ir a los Juegos Olímpicos disputó el tercer torneo preolímpico que servía de preparación para el evento. Después de ocho encuentros, Brasil ganó todos y se adjudicó el torneo por delante de Uruguay.
En 1984 es otra vez seleccionado para jugar los Juegos Olímpicos de Los Ángeles 1984 en los que anota los mismos puntos que en la ocasión anterior, 169, aunque Brasil se vio relegada al noveno puesto final. En esta época despierta el interés de varios equipos de la NBA y los New Jersey Nets intentan ficharlo, pero debido a la posibilidad de no disputar más partidos con su selección (en la NBA estaba prohibido en esa época), Óscar decide rechazar la oferta y quedarse en Italia. Había sido seleccionado en el puesto 131 en la sexta ronda y durante tres años consecutivos los Nets intentaron ficharlo, sin suerte.
Al año siguiente, 1985, en su último Campeonato Sudamericano volvió a ganar por delante de Uruguay a los que ganó en la final disputada en Medellín por 89 a 86. Su técnico fue Ary Ventura y fue el máximo anotador del equipo con 164 puntos en siete partidos.
Además ese año, con el Caserta llegó hasta la final de la Copa Korac que le enfrentó a la Virtus Roma. En la final perdió el primer partido en Caserta por 84-78 y el segundo en Roma por 73-72 siendo finalmente subcampeón. El mismo resultado que obtuvo en la Liga de baloncesto de Italia, donde fue subcampeón en dos ocasiones, en 1986 y 1987.
En 1986 se disputó el Campeonato Mundial de 1986 en España, en el cual consiguió 49 puntos ante la Selección de Cuba, que fue la segunda mejor anotación mundialista del momento, solo superada por los 53 puntos que Nikos Galis anotó ante Panamá solo unos días antes y anotó 310 puntos (segundo máximo anotador) aunque solo pudo obtener el cuarto lugar después de perder en el partido por las medallas ante la Selección de baloncesto de Yugoslavia por 117 a 91.
En 1987, gana el que posiblemente sea el título más importante de su carrera, los Juegos Panamericanos de 1987 celebrados en Indianápolis, en los cuales derrotaron a la Selección de baloncesto de Estados Unidos por 120 a 115, consiguiendo así la primera victoria de una selección ante Estados Unidos en su casa, además de ser el primer equipo que les anotaba más de 100 puntos. Oscar se convirtió en el máximo anotador con 249 puntos en siete partidos disputados.
En 1988 el recién renombrado Snaidero Caserta (anteriormente Mobilgirgi Caserta e Indesit Caserta) alcanza la final de la Copa de baloncesto de Italia ante el Divarese Varese, la cual gana por primera vez en su historia. Esta competición la disputó Oscar en 7 ocasiones con el Caserta y además de esta victoria fue finalista en 1984 y en 1989.
Ese mismo año se celebró como es habitual, el torneo preolímpico en el cual Brasil ganó en la final a Puerto Rico por 101 a 92, anotando Oscar 240 puntos en todo el torneo. A continuación disputó los Juegos Olímpicos de Seúl 1988 en los cuales se proclamó máximo anotador del torneo por primera vez, con 338 puntos, aunque nuevamente Brasil se quedó a un paso de las medallas, quedando en quinto lugar. Ante la Selección española anotó 55 puntos que significaron el récord de anotación del torneo olímpico. Además batió otros récords como la mejor media de puntos, el récord total de puntos en el torneo, más puntos de tres en un partido, más puntos de tres en el torneo, más puntos de dos en un partido, más puntos de dos en el torneo, más tiros libres en un partido, más tiros libres en el torneo. En 1989, disputó la que era la primera edición de la Copa América (o también denominado Campeonato FIBA Américas) ideada como pre-mundial en la ciudad de México DF en México. Después de ocho partidos en los que solo perdió ante Estados Unidos por 96 a 93 quedó en tercer lugar.
En 1989 jugando con el Caserta llegó a la final de otra competición europea, la Recopa de Europa que disputó ante el Real Madrid en El Pireo. El resultado final fue de 117-113 para el Madrid. En un partido antológico, el brasileño anotó 44 puntos, mientras que su rival Dražen Petrović anotó 62. En total disputó con el Caserta 5 temporadas de la Copa Korac, siendo finalista en 1986, y dos temporadas de la Recopa en la que llegó hasta cuartos en 1985 y la final citada.
En 1990 disputó el Campeonato Mundial de Baloncesto, y ante Selección de Australia llegó a anotar 48 puntos. Su entrenador fue Hélio Rubens, pero en esta ocasión solo pudieron terminar en quinto lugar, a pesar de los 284 puntos que anotó en ocho partidos convirtiéndose en el máximo anotador del torneo.
Después de ocho años en el Caserta, en los que dirigió un equipo que estaba en la A2 hasta ganar una Copa de baloncesto de Italia y disputar ocho finales entre campeonatos nacionales y europeos, ficha por el Fernet Branca Pavia, otro club que estaba en la A2.

### Pavia y Fórum Valladolid
En la que quizás sea la mejor temporada de su carrera, jugó para el entrenador Tonino Zorzi anotando 1760 puntos en 40 partidos durante la liga 1990/1991 con una media de 44 puntos por partido no alcanzada hasta ese momento en la Liga de baloncesto de Italia.
Desde el 27 de junio al 5 de julio de 1992, disputó el preolímpico en Portland en el cual terminó en tercer lugar y anotó 188 puntos. Después volvió a disputar con su selección los Juegos Olímpicos de Barcelona 1992 en los que volvió a ser el máximo anotador del campeonato con 198 puntos aunque una vez más quedó relegado al quinto puesto final. Después de este resultado anunció su retirada de la selección y su nuevo fichaje por el Fórum Valladolid de España al terminar la temporada 1992/93. Antes de fichar por el Fórum había dejado la marca de 13.957 puntos anotados en los 11 años que estuvo en Italia. Además batió el récord de anotación en un partido con 66 puntos ante el Fernet Branca de Pavia, fue invitado en dos ocasiones a participar en el concurso de triples de la NBA, en un All-Star italiano llegó a encestar 22 de 25 tiros en el concurso de triples y además tuvo una racha de 271 partidos consecutivos jugando en la liga italiana.
En el Fórum estuvo las temporadas 1993/94 y 1994/95, cuando decidió retornar a su país para jugar con el Sport Club Corinthians Paulista. Durante las dos temporadas que jugó en España disputó 71 encuentros en los que anotó 2009 puntos (28,3 de media), siendo los dos años el máximo anotador de la ACB, la primera temporada con 930 puntos, mientras que en la segunda alcanzó la cifra de 1079 puntos. Fue el máximo anotador de tiros de tres en las dos temporadas en las que defendió los colores vallisoletanos, 132 en la 1993/94 y 160 en la 1994/95. Además batió el récord de triples anotados en un partido de liga ACB, algo que consiguió en el partido que enfrentaba a su equipo con el CB Murcia, 11 triples de 19 intentados. Este récord estuvo vigente hasta el 8 de marzo de 2014, día en que el barcelonista Jacob Pullen lo superó con un magnífico 12 de 15.

### Retorno a Brasil
Antes del torneo olímpico, en 1995 disputó junto a Brasil el sexto torneo preolímpico de clasificación que se celebró en Argentina. Quedó en tercer lugar después de anotar 275 puntos en diez partidos y por lo tanto se clasificaron para disputar el torneo, después de Puerto Rico y Argentina.
Con el Corinthians se adjudicó la Liga de baloncesto de Brasil por octava vez, en 1996, año en el que también disputó la final de la primera edición de la Liga Sudamericana de Clubes, en la cual su equipo fue derrotado en el segundo y definitivo partido por el Olimpia de Venado Tuerto por 100 a 101 con un triple de Jorge Racca anotado a pocos segundos del final. En ese partido Oscar anotó 40 puntos. A petición del seleccionador nacional Ary Ventura Vidal, volvió para disputar los Juegos Olímpicos de Atlanta 1996, que significaron la quinta ocasión que los disputaba, igualando así el récord de presencias de un baloncestista que tenían el australiano Andrew Gaze y el puertorriqueño Teófilo Cruz. Anotó en todo el campeonato 219 puntos, siendo nuevamente el máximo anotador y siendo el primer jugador en superar los 1000 puntos, 1093 exactamente. La disputa por el quinto puesto fue su último partido con la selección, que perdió ante la Selección de baloncesto de Grecia. En el total de su carrera con la selección brasileña sumó 7693 puntos y 326 partidos (23,6 puntos de media).
El 18 de julio de 1997 el Comité Olímpico Internacional, le otorgó la Orden Olímpica en reconocimiento a su larga trayectoria como capitán de la selección brasileña. Ese año, se fue a jugar con el Banco Bandeirantes donde tuvo como entrenador a su excompañero de selección, Marcel Ramon Ponikwar. Ese año estableció un récord de puntos en un partido de la liga brasileña, con 74 puntos además de ser el máximo anotador con 1161 puntos totales (41.5 de media). En el partido que disputaba su equipo ante el Barueri anotó 41 puntos superando así los 40.000 puntos en toda su carrera, únicamente superados por los 46.725 anotados por el estadounidense Kareem Abdul-Jabbar.
Durante su estancia en el Bandeirantes tuvo una breve carrera política junto a Celso Pitta, donde desempeñó el puesto de Secretario Municipal del Estado para el Deporte de São Paulo. En el año 1998 también batió récords, fue el primer jugador en ser por tercera vez máximo anotador del torneo, además de ser el primero en llegar a los 1000 puntos. También ganó el Campeonato Paulista en el quinto partido de la serie ante Mogi con una canasta de Paulinho en el último segundo.

### Flamengo
En 1999 decidió irse de São Paulo para jugar el estatal de Río de Janeiro con el Flamengo. Su primer partido con este equipo fue el 8 de septiembre ante el Municipal anotando 31 puntos para ganar por 114 a 56. El 1 de diciembre después de un tiro libre consiguió anotar los 43000 puntos. En el Estadual se enfrentó en el playoff final al Botafogo, al que derrotaron en el último partido de la serie por 116 a 96, con 44 puntos suyos. En total anotó en todo el campeonato 647 puntos y fue el máximo anotador del torneo.
En el año 2001, perdió ante Vasco da Gama el título brasileño en la final por tres partidos a uno, aunque este fue el mejor resultado del equipo en la historia. Pero en esta temporada lo más emocionante fue el ver jugar a Oscar junto a su hijo Felipe durante diez partidos. En su última temporada en el Flamengo, con 44 años, vuelve a disputar el Campeonato Carioca que gana ante el equipo de Campos en su casa en el quinto partido en el que anotó 29 puntos. También con el Flamengo ante el Fluminense superó la histórica marca de Kareem Abdul-Jabbar de 46.725 puntos en toda la carrera.
Al final de temporada, con 45 años, se proclamó máximo anotador del campeonato nacional por octava vez consecutiva y jugó su último partido ante el Minas, el 26 de mayo de 2003. El Flamengo retiró su camiseta con el número 14 y en la sala de prensa después del partido dijo:

"Quería decirles que a partir de hoy me pueden llamar exjugador de baloncesto, es muy difícil decir adiós a lo que más me gusta hacer y a aquello que soy capaz de hacer, no sé qué haré en el futuro, la única certeza es que quiero seguir dictando conferencias en Brasil. Pero tengo ganas de crear un centro de entrenamiento de baloncesto, para que todos los niños y jóvenes puedan jugar".

### Después de la retirada
Después de retirarse ha trabajado como comentarista para la cadena de televisión Rede Globo de Brasil, retransmitiendo partidos de baloncesto. El 6 de junio de 2004 tuvo un partido homenaje en el gimnasio de su antiguo colegio (Marista), donde se congregaron unos 4.000 seguidores para ver un enfrentamiento entre algunas estrellas del baloncesto mundial, Magic Johnson entre ellos, ante el equipo de Oscar que se componía de exjugadores de la Selección de Brasil junto a exjugadores de los equipos a los que había pertenecido. Su equipo perdió por 92-64.
También es el coordinador de la "NBB: Nossa Liga de Basquete", donde se forman futuros jugadores. También es coordinador de la selección absoluta de Brasil y trabaja como relaciones públicas para la empresa "CMG Worldwide’s Roster". Está casado con Cristina y tiene dos hijos, Felipe y Stephania. En 2010 se anunció su incorporación al Salón de la Fama del Baloncesto, junto con otros grandes baloncestistas, entrenadores y dirigentes europeos.

## Clubes
| Club                            | País   | Años      | Partidos | Puntos | Media |
| ------------------------------- | ------ | --------- | -------- | ------ | ----- |
| Sociedade Esportiva Palmeiras   | Brasil | 1974-1978 | 82       | 2033   | 24.8  |
| Esporte Clube Sírio             | Brasil | 1978-1982 | 146      | 4351   | 29,8  |
| América do Rio                  | Brasil | 1982      | -        | -      | -     |
| Snaidero Caserta                | Italia | 1982-1990 | 284      | 9143   | 32,2  |
| Fernet Branca Pavia             | Italia | 1990-1993 | 119      | 4814   | 40,5  |
| Fórum Valladolid                | España | 1993-1995 | 71       | 2009   | 28,3  |
| Sport Club Corinthians Paulista | Brasil | 1995-1997 | 131      | 4270   | 32,6  |
| Banco Bandeirantes              | Brasil | 1997-1998 | 117      | 3570   | 30,5  |
| Grêmio Recreativo Barueri       | Brasil | 1998-1999 | 120      | 4613   | 38,4  |
| Clube de Regatas do Flamengo    | Brasil | 1999-2003 | 219      | 7241   | 33,1  |
| Totales en Clubes               |        |           | 1289     | 42044  | 32,6  |

## Selección brasileña
| Selección           | País   | Años      | Partidos | Puntos | Media |
| ------------------- | ------ | --------- | -------- | ------ | ----- |
| Selección de Brasil | Brasil | 1977-1996 | 326      | 7693   | 23,6  |

### Juegos Olímpicos
| Edición | Año  | Posición | Entrenador                 | Partidos | Puntos | Media |
| ------- | ---- | -------- | -------------------------- | -------- | ------ | ----- |
| XXII    | 1980 | Quinto   | Cláudio Mortari            | 7        | 169    | 24,1  |
| XXIII   | 1984 | Noveno   | Renato Brito Cunha         | 7        | 169    | 24,1  |
| XXIV    | 1988 | Quinto   | Ary Ventura y José Medalha | 8        | 338    | 42,3  |
| XXV     | 1992 | Quinto   | José Medalha               | 8        | 198    | 24,8  |
| XXVI    | 1996 | Sexto    | Ary Ventura Vidal          | 8        | 219    | 27,4  |

### Preolímpico (Torneo de las Américas)
| Edición | Año  | Posición | Entrenador        | Partidos | Puntos | Media |
| ------- | ---- | -------- | ----------------- | -------- | ------ | ----- |
| II      | 1980 | Cuarto   | Cláudio Mortari   | 6        | 110    | 18,3  |
| III     | 1984 | Campeón  | Renato Brito      | 8        | ?      | ?     |
| IV      | 1988 | Campeón  | Ary Ventura Vidal | 8        | 240    | 30,0  |
| V       | 1992 | Tercero  | José Medalha      | 6        | 188    | 31,3  |
| VI      | 1995 | Tercero  | Ary Ventura Vidal | 10       | 275    | 27,5  |

### Campeonato del Mundo
| Edición | Año  | Posición | Entrenador                       | Partidos | Puntos | Media |
| ------- | ---- | -------- | -------------------------------- | -------- | ------ | ----- |
| VIII    | 1978 | Tercero  | Ary Ventura                      | 9        | 159    | 17,7  |
| IX      | 1982 | Octavo   | José Edvar Simões y José Medalha | 6        | 126    | 21,0  |
| X       | 1986 | Cuarto   | Ary Ventura y José Medalha       | 10       | 281    | 28,1  |
| XI      | 1990 | Quinto   | Hélio Rubens                     | 8        | 277    | 34,6  |

### Sudamericano
| Edición | Año  | Posición   | Entrenador        | Partidos | Puntos | Media |
| ------- | ---- | ---------- | ----------------- | -------- | ------ | ----- |
| XXVII   | 1977 | Campeón    | Ary Ventura Vidal | 8        | 62     | 7,8   |
| XXVIII  | 1979 | Subcampeón | Ary Ventura Vidal | 6        | 121    | 20,2  |
| XXIX    | 1981 | Subcampeón | Cláudio Mortari   | 5        | 96     | 19,2  |
| XXX     | 1983 | Campeón    | Renato Brito      | 6        | 105    | 17,5  |
| XXXI    | 1985 | Campeón    | Ary Ventura Vidal | 7        | 164    | 23,4  |

### Panamericano
| Edición | Año  | Posición | Entrenador        | Partidos | Puntos | Media |
| ------- | ---- | -------- | ----------------- | -------- | ------ | ----- |
| VIII    | 1979 | Tercero  | Ary Ventura Vidal | 9        | 146    | 16,2  |
| X       | 1987 | Campeón  | Ary Ventura Vidal | 7        | 249    | 35,6  |

### Campeonato FIBA Américas
| Edición | Año  | Posición | Entrenador   | Partidos | Puntos | Media |
| ------- | ---- | -------- | ------------ | -------- | ------ | ----- |
| I       | 1989 | Tercero  | Hélio Rubens | 8        | ?      | ?     |

## Palmarés

### Selección brasileña
- 2 Oros en el Torneo Preolímpico americano (Torneo de las Américas) en São Paulo (Brasil - 1984) y en Montevideo (Uruguay - 1988)
- 2 Bronces en el Torneo Preolímpico americano (Torneo de las Américas) en Portland (Estados Unidos - 1992) y en Neuquén (Argentina - 1995)
- Bronce en el Campeonato del Mundo de Filipinas - 1978
- 3 Oros en los Campeonatos Sudamericanos (Chile - 1977, Brasil - 1983 y Colombia - 1985)
- 2 Platas en los Campeonatos Sudamericanos (Argentina - 1979 y Uruguay - 1981)
- 1 Oro en los Juegos Panamericanos (Indianápolis - EE. UU. - 1987)
- 1 Bronce en los Juegos Panamericanos (San Juan - Puerto Rico - 1979)
- 1 Bronce en el Campeonato FIBA Américas (México - 1989)

### Clubes
- Campeón del mundo (Sírio - 1979)
- Campeón Sudamericano (Sírio - 1979)
- Liga brasileña (Palmeiras - 1977; Sírio - 1979 y Corinthians - 1996)
- Campeonato de São Paulo (Sírio - 1979, 1980; Palmeiras - 1974 y Mackenzie - 1998)
- Copa de Italia (Caserta - 1988)
- Campeonato de Río de Janeiro (Flamengo - 1999, 2002)
- Segundo puesto en la liga brasileña (Flamengo - 2000)
- Segundo puesto en la liga sudamericana (Corinthians - 1996, 1997)

## Otros datos
- Es miembro del Salón de la Fama FIBA desde el año 2010.[23]
- Basketball Hall of Fame desde el año 2013.
- Hall of Fame del Baloncesto Español (2022)

- Jugador con más puntos en los Juegos Olímpicos: 1093.[24]
- Ganador del Concurso de triples ACB de la temporada 1993-94.
- Jugador con más canastas de tres puntos, dos puntos y tiros libres en los Juegos Olímpicos.
- Jugador con más minutos jugados en los Juegos Olímpicos.
- Jugador que más veces ha sido máximo anotador en los Juegos Olímpicos: 3.[25]
- Jugador con más puntos en un partido de los Juegos Olímpicos: 55 contra la Selección de baloncesto de España en 1988.
- Jugador con más puntos totales en los Campeonatos del Mundo: 916 en 35 partidos.[14]
- Cuarto jugador con mejor promedio de puntos por partido en los Campeonatos del Mundo: 26.1 por partido.[14]
- Tercer jugador con más puntos en un partido de los Campeonatos del Mundo: 49 contra Cuba en 1986.[14]
- Jugador con más puntos en un partido de los Juegos Panamericanos: 53 contra México en 1987.
- Jugador con más puntos en un partido de la liga sudamericana de clubes: 46 contra Ambassadors.
- Jugador con más puntos en un partido del campeonato nacional de clubes de Brasil: 57 con el Flamengo.
- Jugador con más puntos en su carrera: 49737.[2]
- Jugador con más puntos en la Selección de baloncesto de Brasil: 7693.[3]
- Jugador con más puntos en el campeonato de Italia (A2): 1760 en 40 partidos con el Pavia.[26]
- Jugador más veces máximo anotador de la liga de Italia: 5 veces con el Caserta (desde la temporada 1983-1984 hasta la 1986-1987 y la 1988-1989) y una con el Pavia (1991-1992).[26]
- Tercer mejor media de puntos en la liga de Italia: 33.21 puntos en 11 años jugando para el Caserta y el Pavia, 8833 puntos en 266 partidos.[26]
- Mejor media de puntos en la liga de Italia (A2): 37.38 puntos de media en 93 partidos en los que anotó 3476 puntos.[26]
- Mejor media de puntos en una temporada en la liga de Italia: 38.62 puntos en la temporada 1991-92.[26]
- 271 partidos consecutivos jugando en el campeonato italiano con el Caserta durante 7 años.[26]
- Jugador extranjero con más puntos en la liga de Italia: 13957.
- Jugador con más tiros libres consecutivos en partidos de la Selección de Brasil: 34 en el Panamericano de 1979.
- Jugador con más tiros libres consecutivos en partidos profesionales: 90 en la liga carioca con el Flamengo.
- Jugador con más triples consecutivos en un partido: 8 de 8 en la liga de España con el Fórum Valladolid.
- Jugador con más tiros de dos consecutivos en un partido: 12 de 12 en la liga de España con el Fórum Valladolid.
- Jugador con más tiros libres en un partido 22 de 22 en la liga de Italia con el Caserta.
- Cuatro camisetas retiradas en su carrera: 18 del Caserta (Italia); 11 del Pavia (Italia); 14 del Unidade (Brasilia); 14 del Flamengo (Río de Janeiro).
- Torneo de triples en Europa: 22 de 25 en Italia.